# Urolycisca hastata
Urolycisca hastata är en stekelart som först beskrevs av Walker 1862.  Urolycisca hastata ingår i släktet Urolycisca och familjen puppglanssteklar. Inga underarter finns listade i Catalogue of Life.